# Аденовіруси
Аденовіруси (Adenoviridae) — родина ДНК-вмісних вірусів, які спричинюють гострі респіраторні захворювання у людей і тварин. У людей можливі різні форми клінічного перебігу аденовірусної інфекції — аденофарингокон'юнктивальна гарячка, ізольований кон'юнктивіт, атипова пневмонія, тощо.

## Загальні відомості
Аденовіруси мають форму ікосаедрів діаметром 60-80 нм, які містять приблизно 200—250 капсомерів. Частинки не мають зовнішньої оболонки. Віруси складаються з нуклеїнової кислоти та білків. Ліпідів не містять. Розмножуються тільки в культурах тканин того виду тварин, у якого вони породжують захворювання. Мають виражений тропізм до клітин епітелію.

## Морфологія віріонів

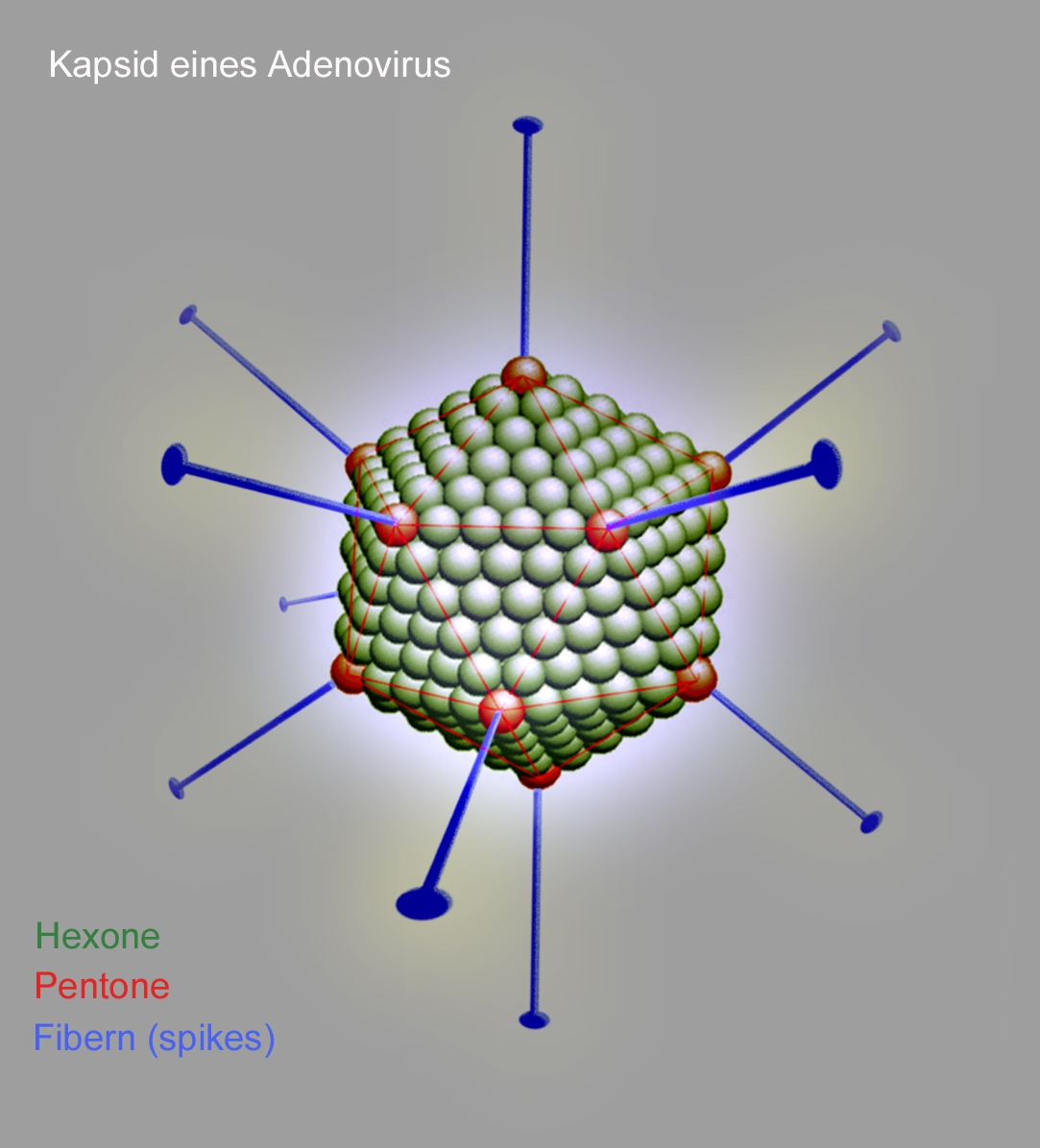
Схема капсиду аденовірусу.

Віріони мають форму ікосаедра діаметром 70-90 нм, що складається з 252 капсомерів діаметром 7-9 нм. З них 240 капсомерів утворюють 20 різносторонніх трикутників, кожен має по 6 сусідніх капсомерів і тому називається гексоном. Гексон побудований з 3-6 молекул білка II, що складає близько 50 % від всіх білків віріона. Групи з дев'яти гексонів зв'язані з двома додатковими мінорними білками (VII і IX). На дванадцяти вершинах ікосаедра знаходяться булавоподібні виступи завдовжки від 8 до 30 нм з головкою на кінці розміром 4 нм. Вони відходять від вершин дванадцяти капсомерів, що мають 5 сусідніх. Ці капсомери разом з виступами називаються пентонами, капсомери — основою пентонів, нитки — фібрами. Всередині капсида знаходиться серцевина з діаметром 66 нм, що являє собою правильно організовану структуру з 12 петель. Вершини петель збігаються з вершинами капсида і на зрізі віріона серцевина утворює фігуру подібну квітці. Петлі утворені дезоксирибонуклеопротеїдом, що складається з ДНК і асоційованого з ним білка VII. Другий внутрішній білок V знаходиться на зовнішній поверхні петель. У серцевині також локалізовані білки VI, X.

## Геном
Тип нуклеїнової кислоти: лінійна dsDNA, кожен ланцюг на 5’-кінці ковалентно зв'язаний з білком ТР (англ. terminal protein), містить інвертовані кінцеві повтори у обох ланцюгах. Розмір — 26-45 kbp. Вміст G+C пар 33,7-63,8 %. Процеси транскрипції, реплікації і збірки віріонів проходять в ядрі. Транскрипція відбувається за участю клітинної РНК-полімерази ІІ (ген VA транскрибується РНК-полімеразою ІІІ; кодує білки, що пригнічують синтез інтерферону та посилюють транскрипцію пізніх генів.) Синтезовані мРНК кепуються та поліаденілюються

Цикл вірусу:
1. вірус адсорбується до рецепторів клітини-мішені за допомогою глікопротеїнових фібрил, потрапляють у клітину шляхом ендоцитозу (за рахунок взаємодії пентону з клітинними інтегринами).
2. роздягання вірусу, транспорт геному у ядро клітини.
3. транскрипція ранніх генів, реплікація вірусного геному (вірусною ДНК-полімеразою).
4. експресія пізніх генів, відбувається після реплікації, синтезуються переважно структурні білки.
5. збірка віріонів, лізис клітини та вихід віріонів.

## Білки, Ліпіди, Вуглеводи
Вірусний геном кодує більше 40 поліпептидів. Третина з них є структурними:
- білок II (109 kDa) — його тримери формують гексони.
- білок III (63 kDa) — 5 копій формують пентони.
- білок IIIa (64 kDa) — фосфопротеїн, 2 його мономери пронизують капсид на межі кожної грані.
- білок IV (62 kDa) — збираються у тримери, форм. глікопротеїнові фібрили.
- білок V (42 kDa) — мінорний коровий протеїн, зв'язується з геномом.
- білок VI (27 kDa) — фосфопротеїн, формує кільце під пентоном та гексонами, що його оточують.
- білок VII (22 kDa) — головний коровий протеїн.
- білок VIII (25 kDa) — фосфопротеїн, асоційований з внутрішньою стороною гексонів.
- білок IX (14 kDa) — зв'язаний з гексонами у центрі граней.
- білок X (10 kDa) — фосфопротеїн, зв'язаний з геномом, протеаза.
- ТР (75 kDa) — фосфопротеїн, ковалентно зв'язаний з 5’-кінцями ланцюгів ДНК.

Основними не структурними білками є DNApol (120 kDa) та DBP(59 kDa).
Вуглеводи: Білки фібрил та деякі не структурні білки — глікозильовані. Ліпідів не виявлено.

## Антигенні властивості
Серотипи аденовірусів розрізняють за нейтралізацією. Поверхневі антигени, як правило, типоспецифічні. Гексони беруть участь у нейтралізації, фібрили у нейтралізації та інгібіції гемаглютиніну. Розчинні антигени, асоційовані з вірусними інфекціями, являють собою надлишкові капсидні білки, що не було використано. Як було показано у реакціях з моноклональними антитілами, гексони та інші антигени можуть нести численні епітопи, які можуть бути родо-, видо-, і навіть серотипоспецифічні. Родоспецифічні антигени розташовані на базальній поверхні гексону, в той час як серотипоспецифічні антигени розміщені на вузлових його ділянках.

## Резистентність
Аденовіруси добре зберігаються при низьких температурах, а при 22 °С — упродовж двох тижнів. При 56 °C гинуть через 10 хвилин. Стійкі до етеру.

## Біологічні властивості
Можуть уражати риб, рептилій, птахів, ссавців, людей. Деякі аденовіруси людини (переважно виду Human adenovirus C) спричинюють також продуктивні інфекції в клітинах деяких тварин (гризуни, жуйні). Деякі віруси спричинюють пухлини у різних видів. У 1962 році американський імунолог та вірусолог Д. Трентин з співавторами описали перший випадок індукції злоякісної пухлини у тварин патогенним вірусом людини — ним виявився аденовірус-12, що спричиняє пухлини в гризунів. Пізніше онкогенність аденовірусів у тварин багаторазово підтверджували інші дослідники, але його онкогенність для людей не доведена.
У ссавців аденовірусні інфекції звичайні, але маніфестація інфекції пов'язана з певними факторами (конкурентні інфекції). Собачий аденовірус спричинює хвороби у собак, епізоотії у лисиць, ведмедів, вовків, койотів та скунсів.
Первина репродукція аденовірусів проходить в епітеліальних клітинах слизової оболонки дихальних шляхів і кишечника, в кон'юнктиві ока і лімфоїдній тканині. За типом ураження чутливих клітин розрізняють три види інфекційного процесу:
1. Літична або продуктивна інфекція (відбувається повна загибель клітини після виходу першої популяції віріонів, але інфекційними є 1-5 % віріонів).
2. Персистуюча або хронічна інфекція (спостерігають при зменшеній швидкості репродукції вірусу, клітини встигають відновлюватися, або заміщатися утвореними клітинами)
3. Онкогенна трансформація (виникають трансформовані злоякісні клітини, які починають хаотично ділитися).

## Аденовіруси людини

### Загальні відомості
Аденовіруси людей належать до роду Mastadenovirus. Добре розмножуються в культурах клітин людини. Збирання аденовірусу відбувається в ядрах клітин, де виникають характерні кристали, потім віріони з'являються у цитоплазмі. Цитопатичний ефект спостерігають через 24-96 годин, в залежності від серотипа вірусу. Аденовіруси мають два антигена — групоспецифічний розчинний антиген, який виявляють реакцією зв'язування комплементу та типоспецифічний антиген, який виявляють у реакціях нейтралізації та гальмування гемаглютинації. За антигенними та серологічними властивостями розрізняють серотипи, кожен з яких позначають цифрами 1, 2, 3, 4 тощо.

### Епідеміологічні особливості у людей
Пряма або непряма передача вірусу відбувається через слиз ротоглотки, фекалії, очі чи сечу, в залежності від серотипу.
Джерело та резервуар вірусу — хвора людина. Хвороба передається повітряно-крапельним механізмом передачі. Захворювання частіше за все мають спорадичний характер, але можуть спостерігатися спалахи.
Детальніші відомості з цієї теми ви можете знайти в статті Аденовірусна інфекція.

### Клінічні прояви
Аденовіруси уражають слизові оболонки верхніх дихальних шляхів, спричинюють різні клінічні форми:
- аденовірусна хворобу (риніт, фарингіт, тонзиліт, ринофаринготонзиліт, трахеобронхіт) (серотипи 1, 2, 3, 5, 6, 7);
- фарингокон'юнктивальну гарячку (серотипи 3, 4, 7);
- епідемічний кератокон'юнктивіт (серотипи 8, 19, 37);
- пневмонію (серотипи 3, 7, 14, 21, 30);
- геморагічний цистит (серотипи 11, 21);
- гастроентерит (серотипи 40, 41 тощо);
- ураження нервової системи (енцефаліт, менінгоенцефаліт, полірадикулоневрит);
- захворювання при імунодефіцитах, у тому числі при СНІДі.

Деякі форми спричинює переважно один певний серотип. Захворювання продовжується 4-7 діб, закінчується одужанням та формуванням типоспецифічного імунітету. Кров людей, що одужали, містить віруснейтралізуючі та комплементзв'язуючі антитіла.
Детальніші відомості з цієї теми ви можете знайти в статті Аденовірусна інфекція.

### Діагностика
Здійснюється за допомогою виділення вірусів та серологічних реакцій. Для виділення роблять змив зі слизових оболонок верхніх дихальних шляхів, кон'юнктиви або фекалій. Досліджуваним матеріалом заражають культури клітин. Спостереження проводять протягом 2 тижнів. Наявність вірусу та його приналежність до аденовірусів визначають досліджуючи цитопатичну дію. Типування проводять в реакції нейтралізації з типоспецифічними сироватками. Для серологічного діагнозу двічі беруть кров хворого в перші дні захворювання та в період одужання. З крові отримують сироватку та визначають наявність антитіл за допомогою реакцій нейтралізації, зв'язування комплементу та гальмування гемаглютинації. На сьогодні застосовують також полімеразну ланцюгову реакцію (ПЛР), яка дає можливість виявити ДНК вірусу в крові, мазку-відбитку з кон'юнктиви, мазку з ротової порожнини тощо.